# Vittorio Seghezzi
Vittorio Seghezzi, né le 27 mai 1924 à Romano di Lombardia et mort le 25 octobre 2019 à Castelletto sopra Ticino,, est un coureur cycliste italien. Il est professionnel de 1946 à 1957.

## Biographie
Passé professionnel en octobre 1946, Vittorio Seghezzi a notamment terminé troisième du Tour de Vénétie, deuxième des Trois vallées varésines et d'un championnat d'Italie de demi-fond, ou encore sixième d'une édition de Milan-San Remo. En 1948, il participe avec l'équipe des cadets italiens à son unique Tour de France. Troisième de deux étapes, il termine lanterne rouge à Paris. Avant sa mort, il est l'un des derniers cyclistes italiens à avoir couru en même temps que Gino Bartali et Fausto Coppi,,.

## Palmarès
- 1948
  - 3e du Tour de Vénétie
- 1949
  - 2e des Trois vallées varésines
- 1952
  - 6e de Milan-San Remo
- 1955
  - 2e du championnat d'Italie de demi-fond

## Résultats sur les grands tours

### Tour de France
1 participation
- 1948 : 44e et lanterne rouge

### Tour d'Italie
- 1947 : 35e
- 1949 : 33e
- 1950 : abandon
- 1951 : abandon
- 1952 : abandon